# Björn Berg
Björn Berg (ur. w 1923 roku w Monachium, zm. w 2008 roku) – szwedzki malarz, grafik i ilustrator. Znany w Polsce z ilustracji do książek o Emilu ze Smalandii, napisanych przez Astrid Lindgren.
W Polsce książki z ilustracjami Björna Berga publikują Wydawnictwo Nasza Księgarnia oraz Wydawnictwo Zakamarki.
| L.p. | Tytuł polski                      | Tytuł oryginalny                    | Autor           | Tłumacz                 | Rok pierwszego wydania w Szwecji | Rok pierwszego wydania w Polsce | Wydawca                      |
| ---- | --------------------------------- | ----------------------------------- | --------------- | ----------------------- | -------------------------------- | ------------------------------- | ---------------------------- |
| 1    | Emil ze Smalandii                 | Emil i Lönneberga                   | Astrid Lindgren | Irena Szuch-Wyszomirska | 1963                             | 1971                            | Wydawnictwo Nasza Księgarnia |
| 2    | Nowe psoty Emila ze Smalandii     | Nya hyss av Emil i Lönneberga       | Astrid Lindgren | Anna Węgleńska          | 1966                             | 2005                            | Wydawnictwo Nasza Księgarnia |
| 3    | Jeszcze żyje Emil ze Smalandii    | Än lever Emil i Lönneberga          | Astrid Lindgren | Anna Węgleńska          | 1970                             | 2005                            | Wydawnictwo Nasza Księgarnia |
| 4    | Ach, ten Emil!                    | Den där Emil                        | Astrid Lindgren | Anna Węgleńska          | 1972                             | 2007                            | Wydawnictwo Zakamarki        |
| 5    | Emil i ciasto na kluski           | Emil med paltsmeten                 | Astrid Lindgren | Anna Węgleńska          | 1995                             | 2008                            | Wydawnictwo Zakamarki        |
| 6    | Mała Ida też chce psocić          | När lilla Ida skulle göra hyss      | Astrid Lindgren | Anna Węgleńska          | 1982                             | 2009                            | Wydawnictwo Zakamarki        |
| 7    | Skąpy nie jestem, powiedział Emil | Inget knussel, sa Emil i Lönneberga | Astrid Lindgren | Anna Węgleńska          | 1985                             | 2009                            | Wydawnictwo Zakamarki        |